# Gemeinde Šoštanj
Die Gemeinde Šoštanj (slowenisch: Občina Šoštanj) ist eine Gemeinde in der Region Spodnja Štajerska (Untersteiermark) in Slowenien im westlichen Teil der Šaleška dolina. Hauptort und Verwaltungszentrum ist die Stadt Šoštanj.

## Ortschaften der Gemeinde
- Bele Vode (dt. Weißwasser)
- Družmirje (dt. Schmersdorf)
- Florjan (dt. Sankt Florian)
- Gaberke (dt. Gaberg)
- Lokovica (dt. Lokovitzen)
- Ravne (dt. Gutenbichel)
- Skorno pri Šoštanju  (dt. Ober-Skornau)
- Šentvid pri Zavodnju (dt. Sankt Veit bei Schamberg)
- Šoštanj (dt. Schönstein)
- Topolšica (dt. Topolschitz)
- Zavodnje (dt. Schamberg)

## Nachbargemeinden
| Črna na Koroškem | Slovenj Gradec                              | Velenje         |
| Ljubno           | Kompassrose, die auf Nachbargemeinden zeigt | Velenje         |
| Mozirje          | Mozirje                                     | Šmartno ob Paki |

## Geschichte
Auf dem Gemeindegebiet wurden in den Ortschaften Šoštanj, Bele Vode und Družmirje Massengräber aus der Zeit um den Zweiten Weltkrieg gefunden.

## Wirtschaft, Infrastruktur und Bildung
- Thermoelektrisches Kraftwerk Šoštanj
- Šoštanj ist durch die Bahnstrecke Celje–Šoštanj, einer Verlängerung der heute teils nach dem Zweiten Weltkrieg stillgelegten slowenischen Lavanttalbahn von Dravograd (Unterdrauburg), mit der nächstgrößeren Stadt Celje verbunden.

## Persönlichkeiten
- Karel Destovnik (1922–1944), alias Kajuh, Partisan und Dichter
- Jožef Kastelic, religiöser Schriftsteller
- Viktor Kojc, slowenischer Botaniker
- Jože Lambret, slowenischer Priester und Partisanenkämpfer
- Dušan Mayer, österreichischer Offizier; gefallen 1917
- Fran Mayer, Anwalt und Bürgermeister
- Peter Musi, Bibliothekar und Begründer der Bibliothek
- Ivan Napotnik, slowenischer Bildhauer
- Ivan Röck – Biba, Partisan
- Ivan Samonigg, österreichischer Offizier und Militärbildungsreformer
- Eberhart Šoštanjski, Adeliger aus dem 12. Jahrhundert
- Herman Šoštanjski, Adeliger aus dem 12. Jahrhundert
- Mihael Valenci, technischer Schriftsteller und Arzt
- Hans Woschnagg, slowenischer Staatsbeamter in der Zeit der k.u.k. Monarchie
- Josip Vosnjak, nationaler Führer der Liberalen aus dem 19. Jahrhundert
- Mihael Vosnjak, Ingenieur und Politiker

## Städtepartnerschaften
- Tešanj (Bosnien)